# 好人海威爾
好人海威爾是中世紀的一位威爾斯君主，屬於阿贝尔夫劳家族的旁支迪内弗尔家族。他是羅德里大帝的一個孫子。

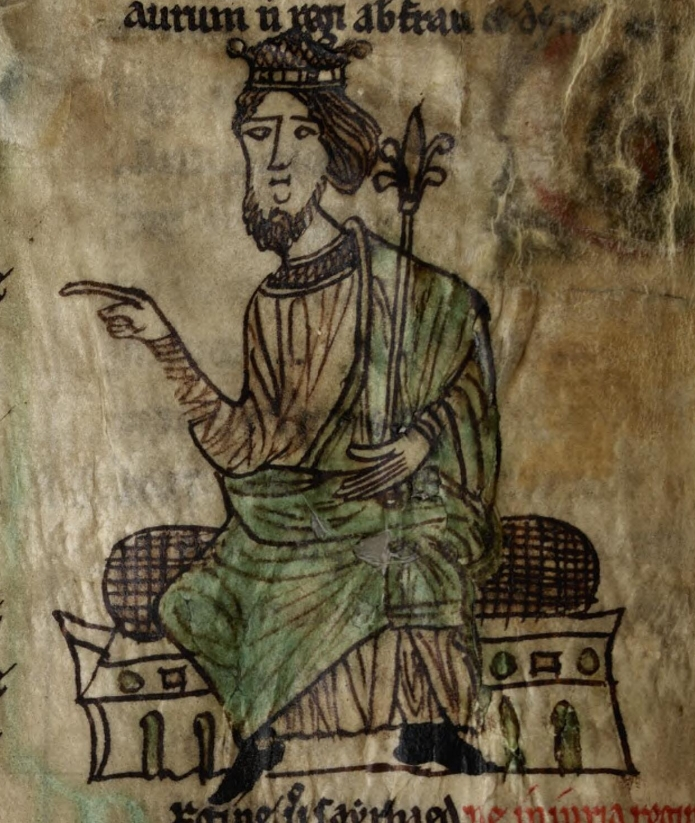
好人海威爾

海威爾於909年繼承父親卡德爾·阿頗·羅德里成為塞瑟盧格國王。在位期間，海威爾征服了西南方的德韋達，進而將南威爾斯統一為德赫巴思王國。942年海威爾的堂兄弟、圭內斯國王伊德瓦·佛埃爾在與英格蘭的衝突中喪生，海威爾利用這個機會奪取圭內斯王國以及已成為圭內斯附庸的波伊斯王國的王位，控制了幾乎整個威爾斯。海威爾於950年去世後，伊德瓦·佛埃爾的兒子Iago和Ieuaf奪回了圭內斯。
中世紀威爾斯的法律被稱為海威爾法（Cyfraith Hywel），名稱即來自於海威爾。現今威爾斯議會擁有的建築海威爾大樓亦以他命名。